# وات (معبد)

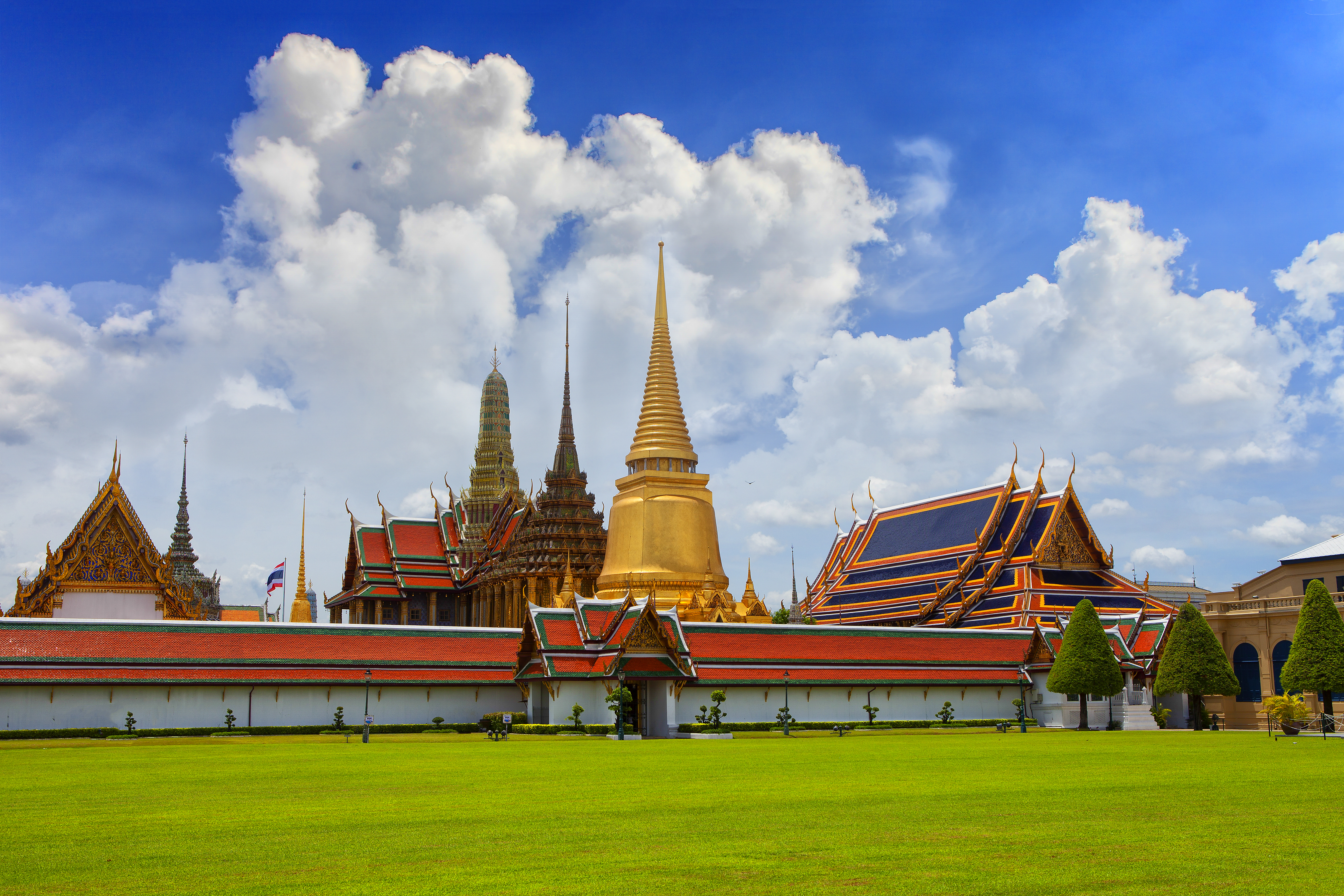
وات برا كايو في بانكوك عاصمة تايلند

وات (ملاحظة 1) هو نوع من أنواع المعابد البوذية وكذلك يشار إلى المعابد الهندوسية في تايلند ولاوس وكمبوديا.
كلمة وات مستعارة من اللغة السنسكريتية vāṭa (ديوناكري: वाट) بمعنى «تسييج» أو «تطويق».

## هوامش
- ملاحظة 1: لغة خميرية: វត្ត ؛ لغة لاو: ວັດ ؛ لغة تايلندية: วัด (حسب النظام العام التايلندي الملكي للنقل الصوتي:wat)؛